# 오리로

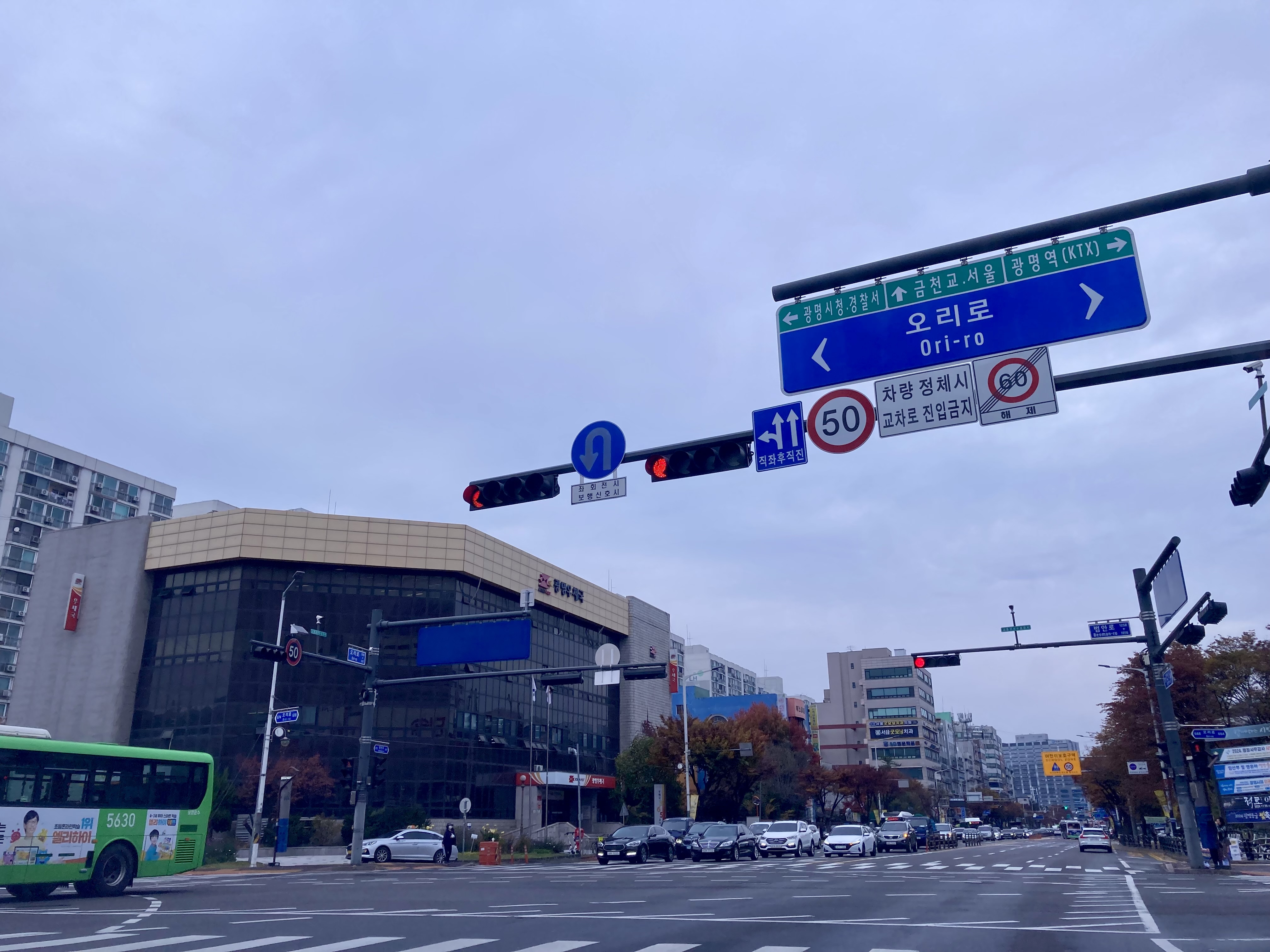
경기도 광명시 오리로(범안로 교차지점, 광명우체국 사거리)

오리로(梧里路)는 경기도 안양시 박달동 박달로 호현삼거리부터 서울시 궁동 궁동삼거리를 잇는 도로이다. 도로의 전체 길이는 13.6 km이다. 광명시를 관통하는 광명시의 주요 도로이다. 도로명은 조선 중기의 명재상 이원익의 호에서 따왔다.

## 역사
- 2009년 7월 10일: 2개 이상 시·도에 걸쳐 있는 도로로 오리로를 고시[1]

## 노선
| 이름                             | 접속 노선                   | 소재지        | 소재지 | 비고                       |
| -------------------------------- | --------------------------- | ------------- | ------ | -------------------------- |
| 호현삼거리                       | 박달로                      | 안양시 만안구 | 박달동 |                            |
| 친목마을사거리                   | 오리로33번길 오리로34번길   | 안양시 만안구 | 박달동 |                            |
| (일직수변공원) (빛가온초·중학교) | 오리로84번길                | 광명시        | 일직동 | 도로 붕괴로 인한 통행 금지 |
| 양지사거리                       | 서독로                      | 광명시        | 일직동 | 광명역                     |
| 덕안삼거리                       | 일직로                      | 광명시        | 일직동 | 광명역                     |
| 광휘고삼거리                     | 서원로                      | 광명시        | 소하동 |                            |
| 52사단사거리                     | 성채로                      | 광명시        | 소하동 |                            |
| 소하공영 주차장앞사거리          | 영우로 오리로348번길        | 광명시        | 소하동 |                            |
| 소하사거리                       | 오리로381번길 기아로        | 광명시        | 소하동 |                            |
| 서면초교사거리                   | 오리로403번길 오리로406번길 | 광명시        | 소하동 |                            |
| 소하2동주민센터삼거리            | 설월로                      | 광명시        | 소하동 |                            |
| 가리대사거리                     | 금하로                      | 광명시        | 소하동 |                            |
|                                  | 한내로                      | 광명시        | 소하동 |                            |
| 보건소앞사거리                   | 한내일로                    | 광명시        | 하안동 |                            |
| 금뎅이사거리                     | 구름산로, 금당로            | 광명시        | 하안동 |                            |
| 우체국사거리                     | 범안로                      | 광명시        | 하안동 |                            |
| 실내체육관사거리                 | 안현로                      | 광명시        | 하안동 |                            |
| 하안5단지입구삼거리              | 가림로                      | 광명시        | 하안동 |                            |
|                                  | 철망산로                    | 광명시        | 하안동 |                            |
|                                  | 광덕산로                    | 광명시        | 하안동 |                            |
|                                  | 디지털로                    | 광명시        | 철산동 |                            |
| 철산역                           | 철산로                      | 광명시        | 철산동 |                            |
|                                  | 시청로                      | 광명시        | 철산동 |                            |
| 광명사거리역                     | 광명로                      | 광명시        | 광명동 |                            |
|                                  | 목감로                      | 광명시        | 광명동 | 광명교(목감천)             |
|                                  | 광남로                      | 구로구        | 천왕동 | 광명교(목감천)             |
|                                  | 금오로                      | 구로구        | 천왕동 |                            |
| 천왕역                           | 천왕로, 오류로              | 구로구        | 오류동 |                            |
|                                  | 서해안로                    | 구로구        | 오류동 |                            |
| 동부제강입구교차로               | 경인로                      | 구로구        | 오류동 | 오류고가차도(경인선)       |
|                                  | 부일로                      | 구로구        | 궁동   | 오류고가차도(경인선)       |
| 궁동삼거리                       | 신정로                      | 구로구        | 궁동   |                            |

## 사건·사고
- 2025년 4월 11일 광명시 양지사거리 부근 신안산선 공사 현장에서 균열이 발견되어 양지사거리부터 안양시 호현사거리까지 구간 통행이 전면 통제되었으며, 이후 지하 공사 현장이 붕괴되어 오리로와 교차하는 지점의 도로도 무너졌다.[2]